# The Wailers
The Wailers (také známý jako Wailing Rudeboys, Wailing Wailers a Teenagers) byla jamajská ska, rocksteady a reggae hudební skupina. Zakládajícími členy v roce 1963 byli Bob Marley (Robert Nesta Marley), Peter Tosh (Winston Hubert McIntosh) a Bunny Wailer (Neville Livingston).
V letech 1970 a 1971 spolupracovali Wailer, Marley a Tosh s renomovanými reggae producenty jako Leslie Kong a Lee „Scratch“ Perrym.
Před podpisem smlouvy s Island Records v roce 1972 skupina vydala čtyři alba. Dvě další alba byla produkována předtím, než Tosh a Wailer v roce 1974 odešli z kapely, s odkazem na nespokojenost s jejich zacházením ze strany vydavatelství a ideologické neshody. Bob Marley jako nejvýznamnější člen The Wailers vyzdvihnut producentem a sestava se tedy přejmenovala na 'Bob Marley & The Wailers. Marley pokračoval s novou sestavou, která zahrnovala I-Threes, a pokračoval vydáním dalších sedmi alb. Marley zemřel na rakovinu v roce 1981 a skupina ukončila činnost.
The Wailers byla průkopnická ska a reggae skupina, známá písněmi jako „Simmer Down“, „Trenchtown Rock“, „Nice Time“, „War“, „Stir It Up“ a „Get Up, Stand Up“.

## Původní složení The Wailers
- Bob Marley (Robert Nesta Marley)
- Peter Tosh (Winston Hubert McIntosh)
- Bunny Wailer (Neville O'Riley Livingston - přezdíván také „Bunny Livingston“)

## Diskografie
- The Wailing Wailers (1965)
- Soul Rebels (1970)
- Soul Revolution (1971)
- The Best of The Wailers (1971)
- Catch a Fire (1973)
- Burnin' (1973)
- Natty Dread (1974)
- Rastaman Vibration (1976)
- Exodus (1977)
- Kaya (1978)
- Survival (1979)
- Uprising (1980)
- Confrontation (1983)